# Human Stuff
Human Stuff è un film muto del 1920 diretto da Reeves Eason che aveva come protagonista Harry Carey.

## Trama
Jim Pierce, figlio di un ricco industriale, è affascinato dall'alone romantico che circonda l'avventurosa vita del West. Per rendere reali i propri sogni, lascia la comoda vita cui è abituato per partire alla volta delle selvagge terre dell'Ovest e comperarsi un ranch, dove vuole impiantare un allevamento di ovini. Questa scelta provoca l'irritazione dei mandriani della zona, rendendogli nemici l'ex caposquadra Ramero e Bull Elkins, un allevatore di bovini. Nonostante il successo della sua impresa, però, Jim comincia a sentirsi solo: vuole mettere su famiglia e così scrive al padre, chiedendogli di procurargli una moglie adatta a lui. Al ranch giunge Lee Tyndal, una bella ragazza che Jim, equivocando, crede sia stata mandata da suo padre. In realtà, si tratta di un'amica di sua sorella, venuta nel West per acquistare anche lei un ranch. Il comportamento di Jim, che tratta la nuova venuta con eccessiva familiarità, offende Lee che se ne va via, trovando rifugio nella capanna di Ramero. Ma Elkins, approfittando del fatto che la giovane donna non ha nessuno che la difenda, la tiene prigioniera. In aiuto di Lee, arriva Jim che si batte con il mandriano il quale, nello scontro, resta ucciso. Ora, finalmente, Jim può chiarire l'equivoco in cui era caduto. L'atteggiamento di Lee, adesso, si fa molto più dolce fino a giungere ad accettare la proposta di matrimonio del romantico allevatore.

## Produzione
Il film fu prodotto dall'Universal Film Manufacturing Company.

## Distribuzione
Il copyright del film, richiesto dalla Universal Film Mfg. Co., Inc., fu registrato il 16 giugno 1920 con il numero LP15267.
Distribuito dall'Universal Film Manufacturing Company, il film uscì nelle sale cinematografiche degli Stati Uniti il 28 giugno 1920.